# バンコBPM
バンコBPM（伊: Banco BPM S.p.A.）は、イタリア北部を中心に事業を展開する銀行グループ。2017年1月、Banco PopolareとBanca Popolare di Milanoの経営統合によって設立された。イタリアの商業銀行として有数の規模を持つ。本社オフィスをヴェローナに、登記上の本店をミラノに置く。イタリア証券取引所上場企業（BIT: BAMI）。

## 沿革
ヴェローナに本拠を置くBanco Popolare S.p.A.（BP）とミラノに本拠を置くBanca Popolare di Milano S.p.A.（BPM）は、いずれもイタリアの協同組合銀行の一種であるBanca popolari（大衆銀行）として設立され、両銀行はそれぞれベルガモ、ヴェローナ、モデナ、ノヴァーラ、ローディ（BP）と、ミラノ、ローマ（BPM）などの都市に拠点を置いていた。2016年3月23日、BPとBPMとの間で、両銀行の統合に関する覚書が締結され、この議定書は5月24日に両銀行の取締役会と経営陣によってそれぞれ承認、10月15日には臨時株主総会が開催、12月13日に合併証書が署名され、2017年1月の新銀行設立が正式に決定された。合併前時点では、旧BP株主が資本金の54.6%、旧BPMが45.4%を占めていた。
100％子会社として、投資銀行部門のBanca Akros S.p.A.、北部イタリアおよびスイスに拠点を持つBanca Aletti S.p.A.などがある。